# Opere inedite ale lui Jules Verne

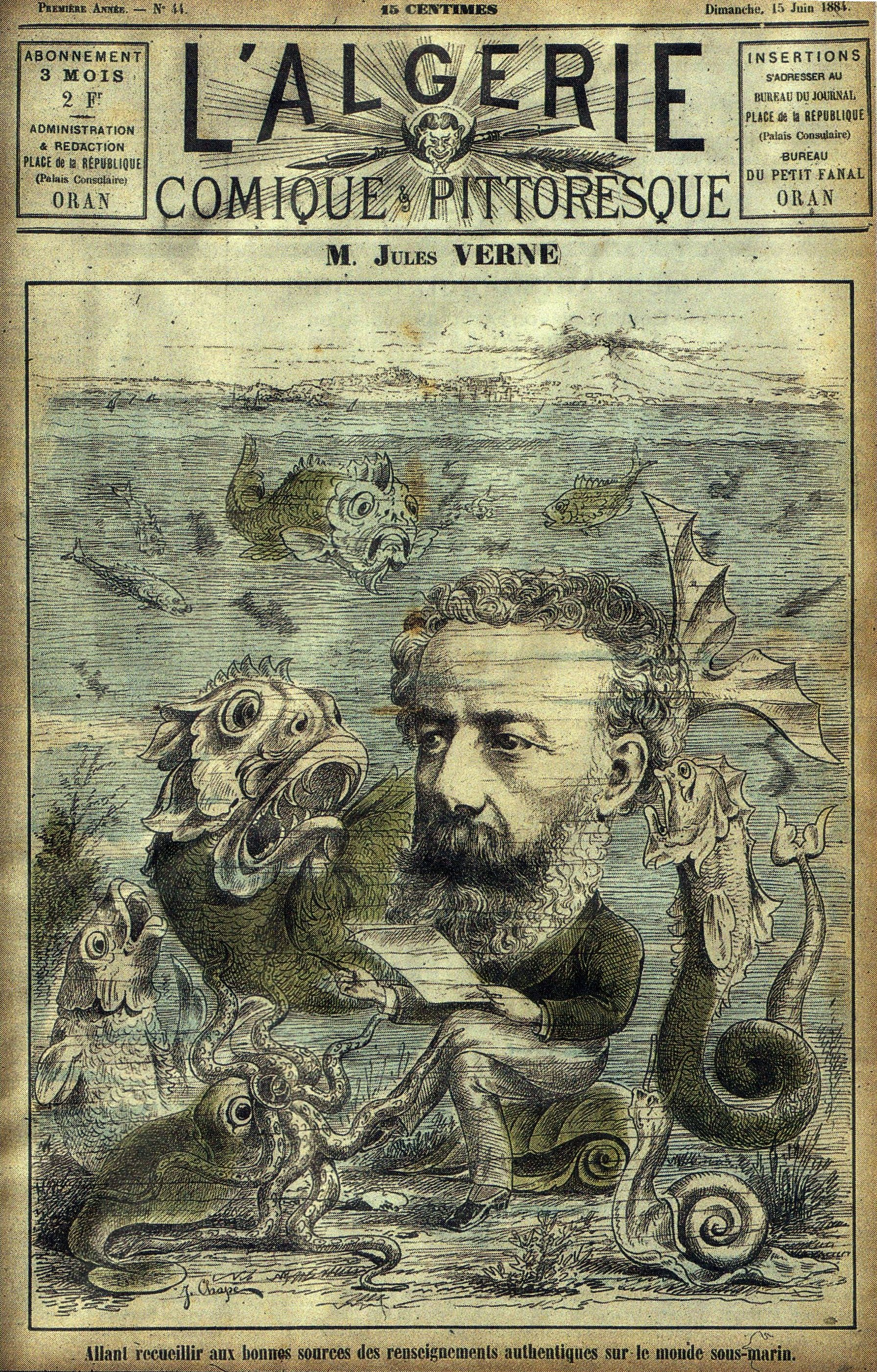
Caricatură a lui Jules Verne apărută în Journal d'Oran, 1884.

Unele dintre manuscrisele la care a lucrat Jules Verne au rămas multă vreme necunoscute publicului cititor. Printre ele se numără opere rămase neterminate, o parte dintre acestea fiind modificate de fiul său, Michel, și publicate în continuare la editura lui Hetzel sub numele tatălui său. Alte manuscrise au fost abandonate de autor la solicitarea lui Hetzel-tatăl și rescrise sub o nouă formă, devenind romane din seria Călătoriilor extraordinare. Manuscrisele originale au fost descoperite un secol mai târziu și publicate în forma în care se aflau. Lor li se adaugă câteva opere finalizate, dar rămase ascunse până la descoperirea lor, în a doua jumătate a secolului al XX-lea.

## Manuscrise abandonate de Jules Verne

### Jédédias Jamet ou l’histoire d’une succession
Acest roman neterminat conține trei capitole și un rezumat al intrigii. "Catalogue des manuscrits de Jules Verne" consideră că 1847 este anul probabil al redactării romanului, deoarece acesta conține noțiuni juridice care par a fi desprinse din studiile de drept ale lui Jules Verne. Pe de altă parte, Samuel Sadaune observă că diferitele părți ale rezumatului seamănă ciudat de mult cu cele scenariul romanului Martin Chuzzlewit a lui Charles Dickens. Dar opera scriitorului englez, apărută în 1844, nu a fost tradusă în franceză decât în 1858, ceea ce a determinat redacția Buletinului Societății Jules Verne să presupună că scriitorul francez a revenit asupra rezumatului operei sale la câțiva ani după prima redactare.
Romanul povestește cum, pe 13 iunie 1842, Jédédias Jamet, un proprietar care trăiește în apropiere de Tours, află despre decesul unchiului soției sale, Opime Romuald Tertullien, care a lăsat vorbă să fie chemat la funeraliile care vor avea loc la biserica Sainte-Colette din Rotterdam. Jédédias Jamet se decide să plece în Olanda unde, conform rezumatului, nimeni nu cunoaște o biserică numită Sainte-Colette. Mai mult, Jamet întâlnește alți prezumtivi moștenitori ai lui Opime, alături de care ajunge să călătorească în America, apoi în Abisinia, înainte de a reveni în Europa fără a fi găsit biserica în chestiune și fără a pune mâna pe moștenirea la care fiecare considera că are dreptul.
Personajele care apar în primele trei capitole sunt:
- Jédédias Jamet
- Perpétue Jamet - născută Romuald Tertullien, soția lui Jédédias
- Francis Jamet - fiul lor
- Joséphine Jamet - fiica lor
- o doamnă în vârstă
- Hector - câinele doamnei
- un tânăr cioban
- Opime Romuald Tertullien - unchiul decedat
- Honoré Rabutin - notarul lui Jédédias.

Jédédias Jamet este un om strict, inflexibil, de o precizie dusă la extrem, fiind primul om-orologiu dintre numeroasele personaje similare care aveau să se regăsească în Călătoriile extraordinare (cel mai celebru dintre ele rămânând Phileas Fogg). El pare o caricatură a tatălui scriitorului, Pierre Verne, la fel de intransigent cu familia sa.
Acest rezumat, lăsat deoparte de Jules Verne, avea să constituie sursa de inspirație pentru alte opere ulterioare. Același gen de personaje devenite pioni care se deplasează după voia hazardului se regăsesc și în Testamentul unui excentric, dar mai ales în Uimitoarele peripeții ale jupânului Antifer, operă în care protagoniștii sunt purtați în cele patru vânturi în căutarea unei moșteniri. După cum remarca Daniel Compère, acest lucru dovedește coerența totală a operei verniene.

### Un prêtre en 1839
Acest roman neterminat a fost scris fără îndoială în 1845 și conține 21 de capitole. Textul a fost publicat abia în 1992.
Pe 12 martie 1839, în biserica Saint-Nicolas se produce un accident teribil.Clopotul se prăbușește și, în căderea sa, provoacă un masacru printre credincioși. Printre victime se numără și clopotarul Joseph, prietenul tânărului avocat Jules Deguay, fiu al unui rentier nantez, care o salvează din catastrofă pe Anna Deltour, fiica unui burghez grotesc. Suspectând că nu a fost vorba despre un accident, Jules și prietenul său, Michel Randeau, pornesc o anchetă. În timpul ei descoperă personaje ciudate: Abraxa, o vrăjitoare oribilă și iubitul ei damnat, Mordhomme, care au luat sub control un preot hirotonit, Pierre Hervé, provenit dintr-o familie de țărani săraci.
Printre personajele care apar în acest roman neterminat se numără:
- Jules Deguay - 25 de ani, fiul unui rentier nantez, tânăr avocat stagiar
- Michel Randeau - orfan, fiu de ofițer, prieten cu Jules
- Louise Pinaudier Abraxa - fiica unui cuplu sărac inițiată în vrăjitorie de șeful unor tâlhari, a fugit alături de amantului ei, Mordhomme, apoi l-a luat sub control pe Pierre Hervé
- Mordhomme - copil găsit, spirit credul care a cedat avansurilor Abraxăi, devenindu-i amant și complice
- Joseph - clopotarul bisericii Saint-Nicolas, al cărui singur prieten este Jules Deguay
- Paschase Deltour - om mediocru care trăiește din renta soției sale
- D-na Deltour - soția lui, o femeie fără caracter, dar bună la suflet
- Anna Deltour - fiica lor, îndrăgostită de Jules Deguay și subiect al unor crize mistice[8]
- Mathurin Hervé - bătrân țăran nantez, martor al morții soției și fiicei celei mai mici la prăbușirea casei
- Catherine Hervé - soția lui, indiferentă atât în ceea ce-l privește pe soțul ei, cât și pe copii
- Jeanne Hervé fiica lor, o femeie frumoasă și robustă
- Jean Hervé - fratele Jeannei, un bărbat mare și puternic
- Pierre Hervé - fratele lor mai mic, care a intrat la seminar cu ajutorul lui Dorbeuil
- Marguerite Hervé - cel mai mic copil al familiei, moartă la prăbușirea casei
- Dl. Dorbeuil - un om de 50 de ani salvat din ghearele hoților de Jean și Pierre și devenit binefăcătorul familiei Hervé
- Turpin - medic și prieten al lui Dorbeuil, îl îngrijește pe Mathurin
- Gustave Desperrier - prieten al lui Michel Randeau, decedat la prăbușirea bisericii.

### Joyeuses misères de trois voyageurs en Scandinavie
Este un roman neterminat, scris cu doi înainte de Cinci săptămâni în balon și publicat în 2003 în seria revistei GEO Jules Verne, l’Odyssée de la Terre.
Din el s-au mai păstrat doar primele douăsprezece pagini, care corespund capitolului întâi. Manuscrisul pornește de la însemnările făcute de Jules Verne cu ocazia călătoriei în Scandinavia în 1861 alături de doi dintre cei mai buni prieteni ai săi, muzicianul nantez Aristide Hignard (1822-1898) și avocatul "Émile L.", a cărui identitate a rămas multă vreme o enigmă. Astăzi se știe că este vorba despre Émile Lorois, deputat francez născut la Vannes în 1831 și avocat în baroul din Paris.
În pasajul păstrat este vorba despre mitologia scandinavă și despre problema alegerii unor parteneri potriviți de călătorie, cele trei personaje care sunt menționate fiind Aristide H., Émile L. și baronul de Rothschild.

### L'Oncle Robinson
Acest roman neterminat a fost scris de Jules Verne în preajma anului 1870. Un an mai t\ryiu i l-a propus editorului Pierre-Jules Hetzel, dar acesta l-a refuzat, considerând acțiunea prea lentă. Manuscrisul a fost publicat în 1991 la editura Cherche-Midi.
Romanul povestește despre naufragiul pe o insulă pustie al familiei Clifton și al franco-americanului Flip. Spre deosebire de situația din romanul Le Robinson suisse de Johann David Wyss, ei nu au la dispoziție niciun fel de obiecte materiale, bazându-se doar pe inteligența și inventivitatea lor.
Verne a utilizat ulterior textul pentru a scrie prima parte a romanului Insula misterioasă.

## Manuscrise remaniate de Michel Verne

### Pierre-Jean
Această nuvelă din tinerețea lui Jules Verne pare a fi fost scrisă în jurul anului 1852. Textul a fost revizuit în totalitate de Michel Verne, care l-a făcut să apară în culegerea de povestiri Ieri și mâine sub titlul Destinul lui Jean Morénas.
Personaje:
- Dl. Bernardon - 35 de ani, negociator bogat instalat la Marsilia
- Pierre-Jean - 30 de ani, deținut din penitenciarul Toulon, având numărul matricol 2224
- Romain - ocnaș cu state vechi, coleg de lanț cu Pierre-Jean
- Jeanne Renaud - mama lui Pierre-Jean, decedată
- D-na Bernardon - bătrâna mamă a negociatorului, salvată la un moment dat de Pierre-Jean

### En Magellanie
Manuscrisul a fost finalizat în 1897, dar a fost publicat abia în 1987, după descoperirea sa de către Piero Gondolo della Riva. La baza romanului a stat viața lui Johann Salvator de Habsburg-Toscana, fratele mai mic al arhiducelui Ludwig Salvator de Austria.
Opera prezintă viața unui anarhist mizantrop care trăiește izolat pe o insulă. Într-o zi, pe insula respectivă eșuează o navă, ai cărei pasageri îl recunosc drept șef.
Manuscrisul original a fost modificat de Michel Verne, fiul autorului, noua versiune fiind publicată în 1909 (după moartea lui Jules Verne) sub titlul Naufragiații de pe Jonathan. În prefața romanului Familia fără nume, Francis Lacassin indică faptul că Michel Verne a modificat finalul romanului: în En Magellanie, Kav-gerul este influențat foarte mult în final de doi preoți catolici, în timp ce în versiunea remaniată niciun om nu mai vine pe insula pe care se retrage acesta pentru a juca vreun rol în viața acestuia.

### Voyage d'étude
Din acest roman, Jules Verne a apucat să scrie doar cinci capitole înainte de a muri. Apărător înfocat al limbii esperanto, el dorea să descrie în cadrul romanului meritele ei. Fiul său, Michel, a reluat romanul original și l-a completat, însă a eliminat toate mențiunile la subiectul esperanto. Noua versiune a romanului a fost publicată în 1919 sub titlul Uimitoarea aventură a misiunii Barsac.
În 1981, orașul Nantes a intrat în posesia a numeroase texte verniene inedite, printre care figura și Voyage d'étude. Capitolele originale ale romanului au fost publicate în volumul al treilea din Manuscrits nantais, în 1991.
Textul povestește istoria unei comisii parlamentare franceze trimisă în Congo pentru a hotărî dacă această colonie trebuie să fie reprezentată în parlament de către un senator sau un deputat. Expediția este condusă de André Deltour, căruia, pe lângă aleșii Isodore Papeleu și Joseph Denizart, i se adaugă un reputat geograf, Louis Merly, precum și rusul Nicolas Vanof, care vrea să se documenteze în misterioasa Africă despre noua limbă universală, esperanto, creată de doctorul Lejzer Ludwik Zamenhof.
Personajele prezente în primele cinci capitole sunt:
- André Deltour - inginer la Drumuri și Poduri, 35 de ani
- Louis Merly - secretar general al Societății de Geografie, sportiv emerit, 25 de ani
- Isodore Papeleu - deputat de Haute-Vienne, 42 de ani
- Joseph Denizart - deputat de Sena-Inferioară
- Nicolas Vanof - delegat al Societății Internaționale Esperantiste, rus, 30 de ani
- H. Regnault - guvernator general în Libreville
- Razzi - Kazembé în Kimongo
- Linvogo - 30 de ani, ghid de caravană provenit din tribul Bakota
- Trost - 27 de ani, sergent de origine franceză
- Césaire - 30 de ani, sergent de origine franceză.

## Manuscrise finalizate și nepublicate

### Le siège de Rome
Această nuvelă a fost scrisă de Jules Verne în 1854, dar nu a fost publicată decât în 1993.
Acțiunea nuvelei se petrece în anul 1849, în perioada în care papa este obligat să se se exileze la Gaète, urmărit fiind de insurecția italiană care îl pune în loc pe Giuseppe Mazzini. Pentru a restabili autoritatea papei Pius al IX-lea, Louis-Napoléon Bonaparte trimite în Italia un corp expediționar. Printre soldați se numără Henri Formont, un tânăr melancolic și doi prieteni ai săi, Annibal de Vergennes și Jean Taupin. Tristețea lui Formont are la bază răpirea logodnicei sale, Marie, de către un anume Corsetti, care o ține prizonieră în subteranele Romei. Femeia își pierde mințile și, înaintea ultimului asalt francez, Corsetti o înjunghie și fuge, încercând să arunce în aer celula. Descoperindu-și iubita moartă, Formont își pierde cunoștința. La sosirea lor, cei doi prieteni nu mai găsesc decât două cadavre.
Printre personajeșe operei se numără:
- Andreani Corsetti - tânăr de origine italiană, cu o fire rea, fost secretar al papei Pius al IX-lea
- Papa Pius al IX-lea[16]
- Giuseppe Garibaldi[17].
- Ducele Oudinot de Reggio - general aflat la conducerea corpului expediționar francez[18]
- Regnault Saint-Jean d'Angély - general
- Henri Formont[19] - tânăr căpitan de stat major de origine franceză
- Annibal de Vergennes - locotenent de geniu, prieten cu Henri Formont
- Jean Taupin - genist dotat cu o forță herculeană
- Marie - fosta logodnică a lui Henri Formont, care își pierde mințile după ce este ținută captivă de către Corsetti
- Vaillant - ofițer de geniu[20].

Pentru scrierea acestei nuvele, Verne s-a inspirat dintr-un jurnal de călătorie publicat în 1854 în Musée des familles. Acest articol povestește istoria unei tinere femei al cărei logodnic a murit în bătălia de la Villa Pamphili, în timpul unui asediu. Tatăl ei a obligat-o să se căsătorească cu vărul ei. Deși a acceptat, ea a încercat ulterior să recupereze inelul pe care-l purta pe deget logodnicul ei. Astfel, a descoperit că fostul ei logodnic fusese asasinat chiar de actualul ei soț.
Verne a urmat într-o oarecare măsură linia articolului, dar a schimbat rolurile. Faptul că articolul a apărut în 1854 a permis identificarea redactării nuvelei în jurul aceluiași an.

### Le Mariage de M. Anselme des Tilleuls
Nuvela a fost scrisă de Jules Verne în jurul anului 1855, fiind publicată postum, în 1982..
În 1842, Naso Paraclet, un latinist de prim rang, este tutorelelui Anselme des Tilleuls, descendentul de 27 de ani imbecil, degenerat și încă virgin al unei familii înnobilate. Paraclet încearcă să-i găsească elevului său o soție și, după o serie de aventuri, găsește o fată bătrână de 45 de ani.
Personaje:
- Marchizul Anselme des Tilleuls - 27 de ani
- Naso Paraclet - "om versat în studiul limbii latine", tutorele lui Anselme
- D-na de Mirabelle - "femeie vârstnică, dar văduvă", mamă a cinci fetefilles.
- Generalul de Vieille Pierre
- Amaltulde de Vieille Pierre - fiica precedentului
- Dl de Pertinax - președintele Tribunalului
- Maro Lafourchette - grefier al Tribunalului
- Eglantine Lafourchette - fiica precedentului, 45 de ani, "bondoacă, scundă, grasă, compactă, rotundă, sferică"
- Boussigneau - vărul lui de Lafourchette, adjunct al primarului
- Protêt - executor judecătoresc, nașul Eglantinei
- Familia Grognons - "rude îndepărtate ale familiei Lafourchette și ale întregii civilizații"

### San Carlos
Nuvela, scrisă de Jules Verne în jurul anului 1856, a fost publicată abia în 1993.
San Carlos și banda sa fac contrabandă cu trabucuri. Șeful vămii, François Dubois, se amestecă în bandă. Contrabandiștii se reunesc la frontieră și, în ciuda tuturor eforturilor autorităților, reușesc să-și treacă marfa cu ajutorul unei bărci transformate ca să le slujească scopurilor.
Personajele nuvelei sunt:
- San Carlos - șeful contrabandiștilor spanioli
- Jacopo și Fernand - membri ai bandei
- Cornedoux - conducătorul bacului de pe lacul Gaube
- François Dubois - brigadier francez al vămilor, care se dă drept țăran în fața lui San Carlos
- Urbano - traficant bătrân

### Călătorie în Anglia și în Scoția
Acest jurnal de călătorie a fost scris de Jules Verne în 1859 pe baza excursiei întreprinse de el și de Aristide Hignard în Scoția în vara aceluiași an. Manuscrisul i-a fost propus lui Hetzel în 1862, dar acesta l-a refuzat, așa încât Verne l-a pus deoparte, folosindu-l doar pentru se inspira în descrierile făcute Scoției în romanele Indiile negre și Raza verde.
Textul a fost descoperit un secol mai târziu în arhivele orașului Nantes, fiind publicat pentru prima oară în 1989.

### Parisul în secolul XX
Romanul a fost scris în 1863, dar Hetzel a refuzat publicarea lui, considerând că pesimismul cărții ar avea repercusiuni negative asupra carierei înfloritoare a autorului. El i-a sugerat scriitorului să mai aștepte 20 de ani înainte să o publice, dar acesta a închis cartea într-un seif și a uitat-o acolo. Manuscrisul avea să fie descoperit abia în 1989 de un strănepot al lui Jules Verne, fiind publicat pentru prima oară în 1994 la editura Hachette.
În acest roman Jules Verne face unele dintre cele mai avangardiste previziuni ale sale, printre care se numără Distrugerea Reciprocă Asigurată, zgârie-norii, motorul cu ardere internă, trenurile de mare viteză, calculatorul de buzunar, Internetul (o rețea de comunicație mondială "telegrafică"), scaunul electric sau calculatorul.

## Alte opere

### Edgard Poe et ses œuvres
Este singurul studiu literar al lui Jules Verne, scris fără îndoială în 1862.
Studiul a apărut în Musée des familles, volumul XXXI, 1863-1864, Nr. 7 (aprilie 1864).

### À propos du Géant
Textul a fost scris de Jules Verne în 1863 și a apărut în decembrie același ani în Musée des familles.
Sătul să tot discute pe marginea diferitelor călătorii ale enormului balon de șase mii de metri cubi al lui Nadar, Géant, Verne s-a interesat de dezvoltarea elicopterului, preconizat de Gustave Ponton d'Amécourt. De altfel, Nadar milita alături de el pentru vehiculele mai grele ca aerul. Împreună cu Guillaume Joseph Gabriel de La Landelle, Ponton d'Amécourt avea să fondeze Societatea de încurajare a locomoției aeriene cu ajutorul aparatelor mai grele ca aerul, al cărei cenzor a fost Verne și care aduna multe nume ilustre, printre care Victor Hugo. Manifestul ei a fost publicat în ziarul La Presse pe 31 iulie 1863. Societatea avea să fondeze ulterior revista L'Aéronaute , care a apărut până în 1910

### Le Désert de glace
Acest roman a apărut în 1864 în volum in-12, fără ilustrații. Jules Verne a modificat romanul și l-a reeditat, acesta devenind partea a doua a operei Căpitanul Hatteras.

### Souvenirs d'enfance et de jeunesse
Textul este o autobiografie scrisă de Jules Verne în 1890. La cererea lui Théodore Stanton, ziarist american și corespondent al agenției Associated Press la Paris, autorul îi încredințează manuscrisul. Traducerea englezească apare pe 9 aprilie 1891 la Boston sub titlul The Story of my Boyhood.
Verne reunește sub acest titlu și alte nuvele pe care speră să le publice în volum. Îi vorbește lui Louis-Jules Hetzel despre proiect, dar acesta este reticent în a accepta, deoarece nu dorește - așa cum o făcuse tatăl său - să integreze și nuvele în ciclul Călătoriilor extraordinare.
Autorul îi dă lui Stanton o versiune corectată a textului, dar păstrează manuscrisul original.
Pe prima pagină se află o listă de nuvele pe care Verne încearcă să le impună editorului. Pe lângă Souvenirs d'enfance et de jeunesse, el mai notează titluri ca Aventurile familiei Raton, Domnul Re-Diez și domnișoara Mi-Bemol sau Contele de Chanteleine.
În 1931, manuscrisul este cumpărat la Londra de Fundația Martin Bodmer, care autorizează apariția sa în revista Cahiers de L'Herne, într-un număr consacrat lui Verne.